# Oliver Bleddyn
Oliver Bleddyn (Plymouth (Verenigd Koninkrijk), 27 januari 2002) is een Australisch wielrenner die zowel op de baan als op de weg rijdt.

## Carrière
Op de Olympische Spelen van 2024, dat gehouden werd in Parijs, won hij goud op het onderdeel ploegenachtervolging. Hij reed deze samen met Conor Leahy, Kelland O'Brien en Sam Welsford.

## Palmares
| Jaar | AK                                        | OK                                 | WK | Overige                                   |
| ---- | ----------------------------------------- | ---------------------------------- | -- | ----------------------------------------- |
| 2021 | scratch                                   |                                    |    |                                           |
| 2022 | achtervolging · koppelkoers · puntenkoers | koppelkoers                        |    |                                           |
| 2023 | achtervolging · puntenkoers               | koppelkoers · ploegenachtervolging |    |                                           |
| 2024 |                                           |                                    |    | Olympische Spelen: · ploegenachtervolging |

## Ploegen
- 2023 –  ARA I Skip Capital
- 2024 –  ARA I Skip Capital

1908: Jones, Kingsbury, Meredith, Payne ·
1920: Magnani, Carli, Ferrario, Giorgetti ·
1924: De Martini, Dinale, Menegazzi, Zucchetti ·
1928: Facciani, Gaioni, Lusiani, Tasselli ·
1932: Pedretti, Borsari, Cimatti, Ghilardi ·
1936: Nizerhy, Charpentier, Goujon, Lapébie ·
1948: Decanali, Adam, Blusson, Coste ·
1952: Morettini, Campana, de Rossi, Messina ·
1956: Gasparella, Domenicali, Faggin, Gandini ·
1960: Vigna, Arienti, Testa, Vallotto ·
1964: Streng, Claesges, Henrichs, Link ·
1968: Lyngemark, Olsen, Asmussen, Jensen ·
1972: Schumacher, Colombo, Haritz, Hempel ·
1976: Vonhof, Braun, Lutz, Schumacher ·
1980: Manakov, Movtsjan, Ossokin, Petrakov ·
1984: Grenda, Turtur, Nichols, Woods ·
1988: Jekimov, Kasputis, Neljoebin, Oemaras ·
1992: Fulst, Glöckner, Lehmann, Steinweg ·
1996: Capelle, Ermenault, Monin, Moreau ·
2000: Fulst, Bartko, Becke, Lehmann ·
2004: Brown, McGee, Lancaster, Roberts ·
2008: Clancy, Manning, Thomas, Wiggins · 
2012: Burke, Clancy, Kennaugh, Thomas · 
2016: Burke, Clancy, Doull, Wiggins · 
2020: Consonni, Ganna, Lamon, Milan · 
2024:  Bleddyn, Welsford, Leahy, O'Brien